# Simona Babčáková
Simona Babčáková (* 21. února 1973 Šumperk) je česká herečka a komička.

## Život
Vystudovala Zlínskou školu umění, improvizačnímu umění se učila u Jaroslava Duška (sama uvádí své improvizační večery Second sekec aneb Hlava nehlava, účinkovala ve stand-up show Na stojáka). Simona Babčáková také provozuje improvizační workshopy.
Jako divadelní herečka prošla scénami Městského divadla Zlín a pražského Divadla v Dlouhé, řadu rolí ztvárnila v Klicperově divadle v Hradci Králové, v letech 2002–2023 byla členkou souboru Dejvického divadla. Dvakrát byla nominována na Cenu Alfréda Radoka.
Simona Babčáková má dvě děti, syna Alberta Olivera Tošnera a dceru Josefínu Babčákovou. Spolu se svým synem vystupovala v reklamě na obchodní řetězec Albert.

## Dílo

### Dejvické divadlo (výběr)
- 2002 Anfisa – Tři sestry
- 2002 Knoblochová – Sirup
- 2003 3. dáma, 3. chlapec – Kouzelná flétna
- 2003 Alice, Anna, Sylvie – Příběhy obyčejného šílenství
- 2003 Eunice – Tramvaj do stanice Touha
- 2004 improvizace – Sekec mazec
- od r. 2006 Tamara – Love Story
- 2006 Baronessa – Spříznění volbou
- 2007 pumpařka – Černá díra
- 2008 Annabella, Margaret, Pamela – 39 stupňů
- 2009 Rossová – Krajina se zbraní
- 2010 členka Armády spásy – Muž bez minulosti
- 2010 žena C – Modrovous/suovordoM
- 2013 Pavlína – Racek
- 2014 Wendy – Kakadu
- 2015 Paulina, Dorka – William Shakespeare: Zimní pohádka[3]
- 2017 herečka – Vražda krále Gonzaga[4]
- 2018 Kurýrka, Člověk, jako takový – Karel Čapek, Egon Tobiáš a kol.: Absolutno : Kabaret o konci světa,[5]

### Filmografie
- Smrt pedofila (2003) – Karlíková
- Nuda v Brně (2003) – Simona B.
- Město bez dechu (TV film, 2003) – Brzká
- Místo nahoře (TV seriál, 1 epizoda, 2004) – profesorka
- 3 plus 1 s Miroslavem Donutilem (TV cyklus, 2004)
- Na stojáka (2004) – sebe
- Choking Hazard (2004) – sexy prodavačka
- Dobrá čtvrť (TV seriál, 2005) – barmanka Gábina
- Hadí tanec (TV film, 2005) – šoférka
- Radio Kebrle (DVD, 2006) – matka
- Škola Na Výsluní (TV seriál, 2006)
- To horké léto v Marienbadu (TV film, 2007)
- Vánoční příběh (TV film, 2007)
- Stop (TV film, 2007) – prostitutka
- Škola pro život (TV seriál, 2007)
- František je děvkař (2008)
- Nestyda (2008) – Zuzana, manželka Oskara
- Děti noci (2008) – Lucie, sestra Ofky
- Trapasy (TV cyklus, epizoda Striptýz, 2008) – dcera
- U mě dobrý (2008) – Jíťa, Kájova manželka
- Soukromé pasti (TV cyklus, epizoda Jiná láska, 2008) – učitelka
- Černá sanitka (TV seriál, 2008)
- Anděl (videoklip Xindla X, 2008)
- Comeback (TV seriál, 2008–2010) – Simona Bůčková[6]
- Zoufalci (2009) – Dagmara[7]
- Poste restante (TV seriál, ČT, 2010)
- Největší z Čechů (2010)
- Kriminálka Anděl (TV seriál, epizoda Vesnická balada, 2010) – Sekaninová
- Rodina je základ státu (2011) – Lenka
- Čapkovy kapsy (TV film, 2011) – Holubová
- Ve stínu (2012) – žena ve výzkumáku
- Ženy, které nenávidí muže (TV film, 2013)
- Čtvrtá hvězda (TV seriál, 2014) – barmanka Jiřina Bláhová
- Neviditelní (TV seriál, 2014) – komisařka Jará
- Díra u Hanušovic (2014)
- Hodinový manžel (2014)
- Vybíjená (2015)
- Jak se zbavit nevěsty (2016)
- Manžel na hodinu (2016)
- Ohnivý kuře (TV seriál, 2016) – Renáta Tréblová
- Přání k mání (2017)
- Krmelec U Muflona (2018)
- Zkáza Dejvického divadla (2019)
- Občanka (2019)
- Polda (2020)
- Ochránce (2021)
- Úsměvy smutných mužů (2022)
- V létě ti řeknu, jak se mám (2022)
- Přání k narozeninám (2022)
- Kam motýli nelétají (2022)
- Děti Nagana (2023)

Život pro samouky (2023)
Život k sežrání (2024)

### Jiné
V roce 2021 se zúčastnila spolu s Martinem Prágrem 11. řady soutěže StarDance …když hvězdy tančí. Třetího dílu se pár nemohl zúčastnit kvůli nařízené karanténě, ve čtvrtém dílu byl vyřazen ze zdravotních důvodů.